# اسکنبیل هفت‌بندی
اسکنبیل هفت‌بندی (نام علمی: Calligonum polygonoides) نام یک گونه از سرده اسکنبیل است.